# تیاگو سانتوس (بازیکن فوتبال، زاده ۱۹۸۹)
تیاگو سانتوس (انگلیسی: Thiago Santos؛ زادهٔ ۵ سپتامبر ۱۹۸۹) بازیکن فوتبال اهل برزیل است.
از باشگاه‌هایی که در آن بازی کرده‌است می‌توان به باشگاه فوتبال آمریکا (بلو هوریزونته) و باشگاه فوتبال پالمیراس اشاره کرد.